# پیتون الکس اسمیت
پیتون الکس اسمیت (به انگلیسی: Peyton Alex Smith) (زاده ۱۸ ژوئن ۱۹۹۴) بازیگر و رپر آمریکایی است که بیشتر به خاطر بازی در نقش رافائل ویته در سریال تلویزیونی میراث شناخته می‌شود.

## فیلم‌ها
- فیلم دیترویت به عنوان لی فورسیته (۲۰۱۷)
- سریال چهارگوش در نقش سدریک هابز (۲۰۱۷) (نقش اصلی)
- سریال داستان‌ها در نقش مایلز (۲۰۱۷)
- سریال میراث به عنوان رافائل (۲۰۱۸-)